# لوندویل
لَوَندِویل  یکی از شهرهای استان گیلان در شمال ایران است. این شهر مرکز بخش لوندویل شهرستان آستارا است. بر اساس سرشماری سال ۱۳۹۵ این شهر دارای جمعیت ۱۱،۲۳۵ نفر (۳۳۱۸ خانوار) بوده است.

## موقعیت
شهر لوندویل مرکز بخش لوندویل در شهرستان آستارا، گیلان قرار دارد. این شهر در طول جغرافیایی ۴۸ درجه و ۵۲ دقیقهٔ شرقی و عرض جغرافیایی ۳۸ درجه و ۱۸ دقیقهٔ شمالی واقع است؛ و ارتفاع متوسط آن از سطح دریاهای آزاد ۱۰- متر است. محدوده قانونی شهر لوندویل از جنوب به حاشیه شمالی رود چلوند و در شمال تا نزدیکی روستای سیبلی و در شرق به دریای خزر و در غرب در امتداد خیابان آبشار تا سه راهی باباحسن محدود است. محدوده قانونی شهر لوندویل ۷٫۵ کیلومتر مربع وسعت دارد. بخش لوندویل ۱۴۸ کیلومترمربع وسعت دارد؛ که محدوده آن از جنوب از سه راهی دانشور قره سو تا کانال دربند در نزدیکی پلیس راه در شمال است. بخش لوندویل مشتمل بر یک نقطهٔ شهری شهر لوندویل و دو دهستان (دهستان‌های چلوند و لوندویل)، ۲۳ روستای دارای سکنه و ۱۰ روستای با جمعیت فصلی است.

## محیط طبیعی
بخش لوندویل شامل سه قسمت جلگه‌ای، کوهپایه‌ای و کوهستانی است و هوای جلگهٔ آن در تابستان، گرم و مرطوب و در زمستان ملایم و هوای کوهستان در تابستان معتدل و در زمستان سرد است. میانگین بارندگی آن ۱۴۰۰ میلی‌متر است و تعداد روزهای یخبندان به‌طور متوسط در طول سال ۲۱ روز است. کوه خانبلاغی با ارتفاع ۲٬۱۶۷ متر بلندترین نقطهٔ کوهستانی این منطقه‌ است و سواحل دریای خزر با ارتفاع ۲۷-، پایین‌تر از سطح آب‌های آزاد است. در محدودهٔ شهرستان آستارا رودهای پرآبی چون چلوند، لوندویل و کانرود جریان دارند.

## محیط انسانی
با محاسبه علمی رشد سالانه جمعیت، جمعیت شهری لوندویل در سال ۱۳۹۵ برابر با ۱۱۳۲۵ نفر می باشد که طبق نتایج سرشماری عمومی نفس و مسکن سال ۱۳۹۰، شهر لوندویل دارای ۱۰٬۶۱۷ نفر بوده‌است رشد جمعیت آن در طی دورهٔ ۵ سالهٔ ۸۵ تا ۹۰ معادل ۴٫۵۱ درصد بوده‌است. شهر لوندویل مرکزیت بخش لوندویل را دارا است. بخش لوندویل دارای ۲۳٬۴۲۱ نفر جمعیت است؛ که ۱۳٬۲۰۴ نفر در مناطق روستایی این بخش ساکن هستند.زبان رایج در کوچه و بازار این شهر ترکی آذربایجانی است و تکلم بیشتر مردم به این زبان و تالشی است. در محدودهٔ شهری لوندویل ۸ مسجد وجود دارد که ۶ مسجد مربوط به اهل تشیع و ۲ مسجد مربوط به اهل سنت است.
به لحاظ محصولات کشاورزی در محدودهٔ بخش لوندویل کشت برنج، گندم، ذرت، توتون، صیفی‌جات و حبوبات رواج دارد در سال‌های اخیر کشت کیوی نیز رواج یافت است.

## آموزش و پرورش
- در محدوده بخش لوندویل ۲۷ مدرسه ابتدایی فعالیت دارند که ۱۹ واحد آموزش ابتدایی در مناطق روستایی و ۸ واحد آن در شهر لوندویل واقع است. (یک واحد آن غیرانتفاعی است.
- در مقطع راهنمایی ۸ مدرسه راهنمایی دارند که ۴ واحد در مناطق روستایی و ۴ واحد در شهر لوندویل (یک واحد آن غیرانتفاعی است)
- در مقطع متوسطه ۳ دبیرستان وجود دارد که همگی در شهر لوندویل قرار دارند (یک واحد آن غیرانتفاعی است)

## امکانات شهری
- کتابخانه عمومی
- اداره آب و فاضلاب شهری
- اداره گاز
- اداره برق
- اداره ثبت احوال (درشرف تأسیس)
- اداره ورزش و جوانان (درشرف تأسیس)
- اداره جهاد کشاورزی
- مرکز حفاظ از منابع طبیعی
- بخشداری
- شهرداری
- پایگاه اوژانس ۱۱۵
- آتش‌نشانی
- اصناف
- پمپ بنزین
- مرکز بهداشتی درمانی شبانه‌روزی
- مجتمع بهزیستی ۲ واحد - یک واحد غیردولتی
- سالن ورزشی (۲ سالن)
- بانک ۴ شعبه (ملی- تجارت - ملت - صادرات)
- دفتر پیشخوان دولت و بخش عمومی شهری (پست بانک) ۳ واحد
- تعداد دستگاه‌های خودپرداز بانکی ۴ دستگاه
- آموزشگاه‌های علمی آزاد ۳ واحد
- نمایندگی بیمه ۵ واحد (ایران - آسیا - سامان - پاسارگاد - کارآفرین)
- دفاتر وکالت ۳ واحد
- دفاتر ثبت اسناد ۳ واحد
- شورای حل اختلاف ۲ شعبه
- مطب پزشکی ۳ واحد
- مطب دندانپزشکی ۲ واحد
- داروخانه ۲ واحد
- مرکز تجاری (خرید)

## جاذبه‌های گردشگری

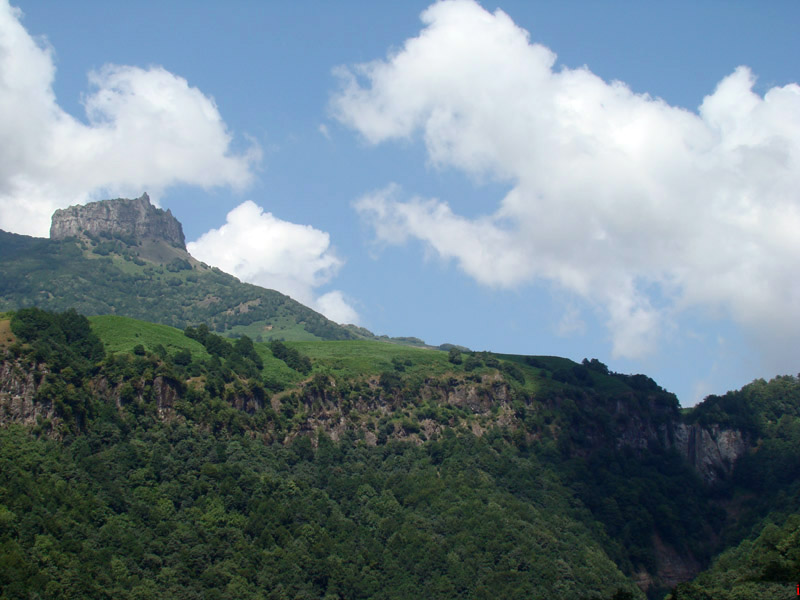
دورنمای آبشار و قله اسپیناس

بخش لوندویل دارای جاذبه‌های فرهنگی و طبیعی فراوانی برای گردشگری است که به موارد زیر می‌توان اشاره کرد:
- امامزاده ابراهیم و قاسم
- آرامگاه بابا حسن از عرفای منطقه
- آرامگاه محمد دوست در قره سو
- آرامگاه بابا علی در روستای باباعلی
- مجتمع ساحلی و گردشگری ۱۷ هکتار صدف روستای سیبلی
- آبشاری زیبا با نام آبشار لاتون در میان جنگل‌های لاتون با ارتفاع در حدود ۱۰۳ متر
- دریاچه زیبای سوها در ارتفاعات قله اسپیناس دریاچه سوها
- آبشار میه کومی
- آب گرم روستای کوته کومه
- مناطقی سرسبز و ییلاقی لاتون، باباعلی، اسبینه و…
- سواحل ۱۰ کیلومتری کناره‌ای دریای خزر
- طرح سالم‌سازی شهر لوندویل
- پارک ساحلی شهر لوندویل در حاشیه رود چلوند

## پناهگاه حیات وحش لوندویل

### موقعیت
پناهگاه حیات وحش لوندویل بین ۳۸٫۱۹ تا ۳۸٫۲۸ عرض شمالی و ۴۸٫۵۲ تا ۴۸٫۵۴ طول شرقی و در استان گیلان و بین بخش لوندویل و بخش مرکزی شهرستان آستارا واقع شده‌است. مساحت آن در حدود ۱۰۲۶ هکتار است.
پستانداران: سمور آبی، گورکن، فوک دریای خزر و شغال.
پرندگان: قوی گنگ، قوی فریادکش، فیلوش، اردک سیاه کاکل، اردک چشم طلایی، باکلان کوچک و باکلان بزرگ، عقاب‌ها، کاکائی‌ها، پرستوهای دریایی، آبچلیک‌ها، حواصیل‌ها، سهره‌ها، چرخ‌ریسک‌ها، گیلانشاه خالدار، پری شاهرخ، درنا و قرقاول.
پناهگاه حیات وحش امیر لوندویل با مساحتی بالغ بر ۱۰۷۴ هکتار، در موقعیتی قرار دارد که از جنوب به شهر لوندویل و از شمال به شهر آستارا و از شرق به دریای خزر و از غرب به جاده آستارا به لوندویل منتهی می‌شود. این منطقه در سال ۱۳۵۲ به عنوان منطقهٔ حفاظت‌شده اعلام شد و طی مصوبهٔ شمارهٔ ۶۳ مورخ ۲۵ مرداد ۱۳۵۴ شورای عالی محیط زیست به مجموعهٔ مناطق تحت مدیریت سازمان پیوست. ارتفاع متوسط منطقه ۲۰ متر پایین‌تر از سطح دریاهای آزاد است. پناهگاه حیات وحش لوندویل دارای اقلیم خیلی مرطوب و معتدل با میانگین بارندگی ۱۱۰۰ میلی‌متر و دمای سالانهٔ ۱۵ درجهٔ سانتی‌گراد است.

### ویژگی‌های منطقه پناهگاه حیات وحش
این منطقه نمونه‌ای منحصربه‌فرد از باقی‌ماندهٔ جنگل‌های جلگه‌ای هیرکانی است. حدود ۱/۳ منطقه از برکه، آب بندان و تالاب‌های مشجر تشکیل شده‌است. از گونه‌های مهم گیاهی می‌توان از نی، لویی، انار وحشی، توسکای قشلاقی، ازگیل، لرگ، لیلکی، تمشک و غیره نام برد. این پناهگاه شامل زیستگاه‌های متنوع آبی و خشکی برای جانوران است. ۱۲۵ گونهٔ جانوری در منطقه شناسایی شده‌است که مهمترین آن‌ها عبارتند از روباه معمولی، گراز، سمور آبی، سیاه کاکل، پری شاه رخ، درن فک، قوی فریاد کش، انواع اردک، حواصیل، گیلانشاه خالدار و درنا.

### عوامل تهدیدکنندهٔ پناهگاه حیات وحش
۱–۲۵ هکتار محل جمع‌آوری زباله پشت امامزاده و در وسط حیات وحش که جدیداً حصار کشیده شد. در سال ۱۳۶۹ طبق مصوبه اداری برای دفن زباله بخاطر شرایط خاص زمان ۵ هکتار از بهترین حیات وحش ملی در حیات وحش را در اختیار شهرداری آستارا قرار گرفت که تخریب و دفن زباله کند و با کمال تاسف شهرداری آستارا وسعت آن را به ۲۵ هکتار وسعت داده‌است اسماعیل اسدی دارستانی از فعالان حقوق بشر و محیط زیست با فراخوانی در وبلاگها و سایت و نشریات و دعوت از صدا و سیما درخواست جلوگیری از وسعت پیدا کردن و تغییر مکان دفن زباله شده‌است بخاطر این موضوع بارها تهدید و اذیت و آزار قرار گرفته و حتی از ایشان شکایت و دادگاهی شده‌است.. اما ایشان و فعالان محیط زیست ساکت نشسته‌اند و در اقدامی موقعیت فعلاً مسئولان را مجبور کردند همین ۲۵ هکتار را دورش را حصار کشی تا بقیه حیات وحش تخریب نشود و فعالان حقوق بشر و محیط زیست تا تخلیه ۲۵ هکتار از حیات وحش از زباله به مبارزه بین‌المللی و ملی خود ادامه خواهند داد.
۲-به عنوان مهمترین عوامل تهدید می‌توان از وجود مستثنیات، تغییر کاربری اراضی، تعارضات به اراضی حاشیهٔ تالاب، چرای دام، شکار و صید غیرمجاز، تأسیسات جهانگردی و برداشت صدف نام برد.
۳- مهم‌ترین تخریب حیات وحش برداشت بی‌رویه شن و ماسه و صدف از ساحل دریا و رودخانه‌ها است و همچنین تخریب کنندگان محیط زیست به بهانه جمع‌آوری شن و صدف جنگل را تخریب و نابود می‌کنند و بعضی از متعرضین با حمایت بعضی از رجال سیاسی اقدام به تصرف حیات وحش و محیط زیست منطقه کردند و می‌کنند.
۴– ۱۷ هکتار بهترین زمین‌ها و مناطق حیان وحش در ساحل آستارا که توسط سازمان محیط زیست حصار کشیده شده‌است سالهاست بدون مدرک و سند در اختیار شرکت سرمایه‌گذاری جهانگردی (شرکت غیردولتی) است با رها سازمان محیط زیست و مدافعان محیط زیست اعتراض و فراخوانی دادند که تأثیری نداشته‌است. شرکت غیردولتی موردنظر درصدد است با اعمال نفوذ در زمن حیات وحش و ساحل سیبلی هتل بین‌المللی بسازد و حیات وحش و درختان در حال تخریب است.